# Vlag van Heeg

Vlag van Heeg

De vlag van Heeg is de dorpsvlag van het Nederlandse dorp Heeg, in de Friese gemeente Súdwest-Fryslân. De vlag werd in 1990 geregistreerd.

## Geschiedenis
De merkwaardige vlag is gedocumenteerd in Steenbergens vlaggenboek uit 1870 en bevoer vroeger zelfs de Noordzee. In 1914 hebben palingschippers een geprivilegieerdeligplaats in Londen op de rivier Theems gehad, met deze vlag in top. Ook oudere schilderijen en, zoals in het Fries Scheepvaart Museum tonen schepen voor de Engelse kust met de vlag van Heeg. Op een vlaggenkaart van 1766, getekend door Joseph Roux en bewaard in het marinemuseum (Frans: Musée national de la Marine) in Parijs, vindt men de vlag ook.

## Beschrijving
De beschrijving van de vlag is als volgt:
Van blauw met in de broektop een kanton (vierkant) met de zijden gelijk aan 5/7 vlaghoogte met twee gelijke lengtebanen rood en wit.
De kleuren zijn afkomstig van het dorpswapen.

## Zie ook

Wapen van Heeg